# Double 7
 (avril 2021).
Si vous disposez d'ouvrages ou d'articles de référence ou si vous connaissez des sites web de qualité traitant du thème abordé ici, merci de compléter l'article en donnant les références utiles à sa vérifiabilité et en les liant à la section « Notes et références ».
Double 7 est une émission de télévision qui fut diffusée tous les mardis soir entre septembre 1987 et mars 1996 sur la RTBF.

## Les présentateurs
Le jeu Double 7 était présenté en direct par Robert Frère et Marianne Périlleux en studio et animé par Bernard Perpète sur le terrain.

## L'émission
Chaque mardi, l'émission était axée sur un thème précis comme une commune ou région belge ou ayant un rapport avec la Belgique. Les candidats étaient un couple qui tentait de découvrir une série d'énigmes en se répartissant les tâches : l'un des conjoints tentait de répondre en studio à Charleroi aux questions posées par Robert et Marianne alors que, sur le terrain, l'autre essayait de relever des épreuves plus sportives proposées par Bernard. Le chiffre 7 représente le nombre d'énigmes et épreuves proposées tout au long de l'émission. Le couple pouvait alors remporter divers cadeaux, comme un téléviseur, un voyage ou encore une somme d'argent.
Bernard Perpète avait pour habitude de ponctuer chaque émission en disant aux téléspectateurs : « À la semaine prochaine, pour de nouvelles aventures ».